# Sobra
Sobra (tal. Porto Mezzo) je mjesto na otoku Mljetu. Nalazi se u dubokom zaljevu na sjevernoj strani otoka i glavna je otočna luka.

## Povijest
Sobra je stalno naseljena od druge polovice 19. stoljeća, a nastala je kao luka Babinom Polju. Odavde su prije isplovljavale mljetske gajete na vesla i jedra s drvima, koje je služilo kao građevinski materijal u Dubrovniku za vrijeme Republike. U starim dubrovačkim listinama iz 15. stoljeća spominje se i posebna vrsta bračere, pod imenom mljetska barka, te posebno mljetsko jedro. Godine 1880. na mjestu današnjeg naselja je izgrađeno manje pristanište, a ubrzo je bila uključena u stalnu brodsku vezu između Trsta i Kotora te se od tog vremena smatra glavnom mljetskom lukom. 

## Stanovništvo
Sobra je nastala kao luka nedalekom Babinom Polju te su prvi stanovnici došli iz tog mjesta. Sobra je jedino mjesto na otoku koje konstantno bilježi porast broja stanovništva. Prema popisu stanovnika iz 2001. godine, Sobra ima 102 stanovnika.
| broj stanovnika |       |       |       | 6     | 9     | 12    |       |       | 16    | 27    | 28    | 28    | 19    | 68    | 102   | 131   | 129   |
|                 | 1857. | 1869. | 1880. | 1890. | 1900. | 1910. | 1921. | 1931. | 1948. | 1953. | 1961. | 1971. | 1981. | 1991. | 2001. | 2011. | 2021. |

## Gospodarstvo
Sobra svoje gospodarstvo temelji na turizmu i na prometu. Iz Sobre svakodnevno isplovljavaju brodovi prema lukama Prapratno (Pelješac) i Gruž (Dubrovnik) te prema otoku Šipanu. Također, u Sobru pristaje međunarodni Jadrolinijin brod za Bari (Italija). Zbog blizine Blatine, Sobra ima vlastiti vodovod i vodocrpilište.

## Promet
U mjestu je trajektna luka koja otok spaja s kopnom, putem linije Praprotno - Sobra.
Kroz mjesto prolazi državna cesta D120, koja spaja naselje s ostatkom otoka, a do trajektne luke vodi 1,1 km dugi odvojak (državna cesta D123).